# 寻兴才
寻兴才（？—），男，中华人民共和国政治人物，曾任青海省人民政府秘书长，青海省政协副主席，青海省对外友好协会副会长。